# 申施泰因巴赫河

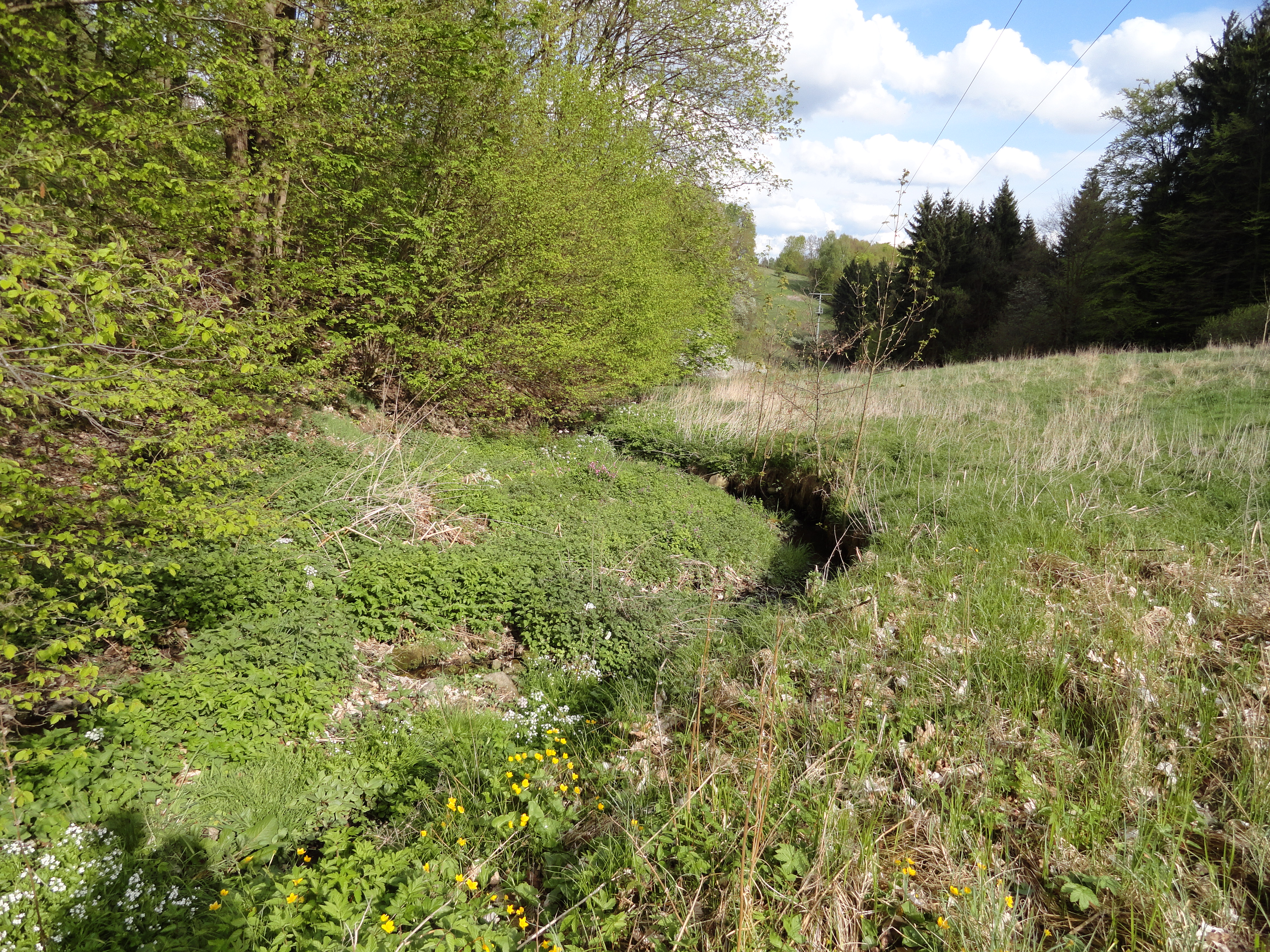
申施泰因巴赫河

49°03′55″N 12°38′06″E / 49.0653°N 12.635°E
申施泰因巴赫河（德語：Schönsteiner Bach），是德國的河流，位於該國東南部，由巴伐利亞負責管轄，屬於金薩赫河的右支流，河道全長5.1公里，流域面積6.3平方公里。